# Adam Pertofsky
Adam Pertofsky é um cineasta norte-americano. Como reconhecimento, foi nomeado ao Oscar 2009 na categoria de Melhor Documentário em Curta-metragem por The Witness: From the Balcony of Room 306.